# مجلس الوزراء (إثيوبيا)

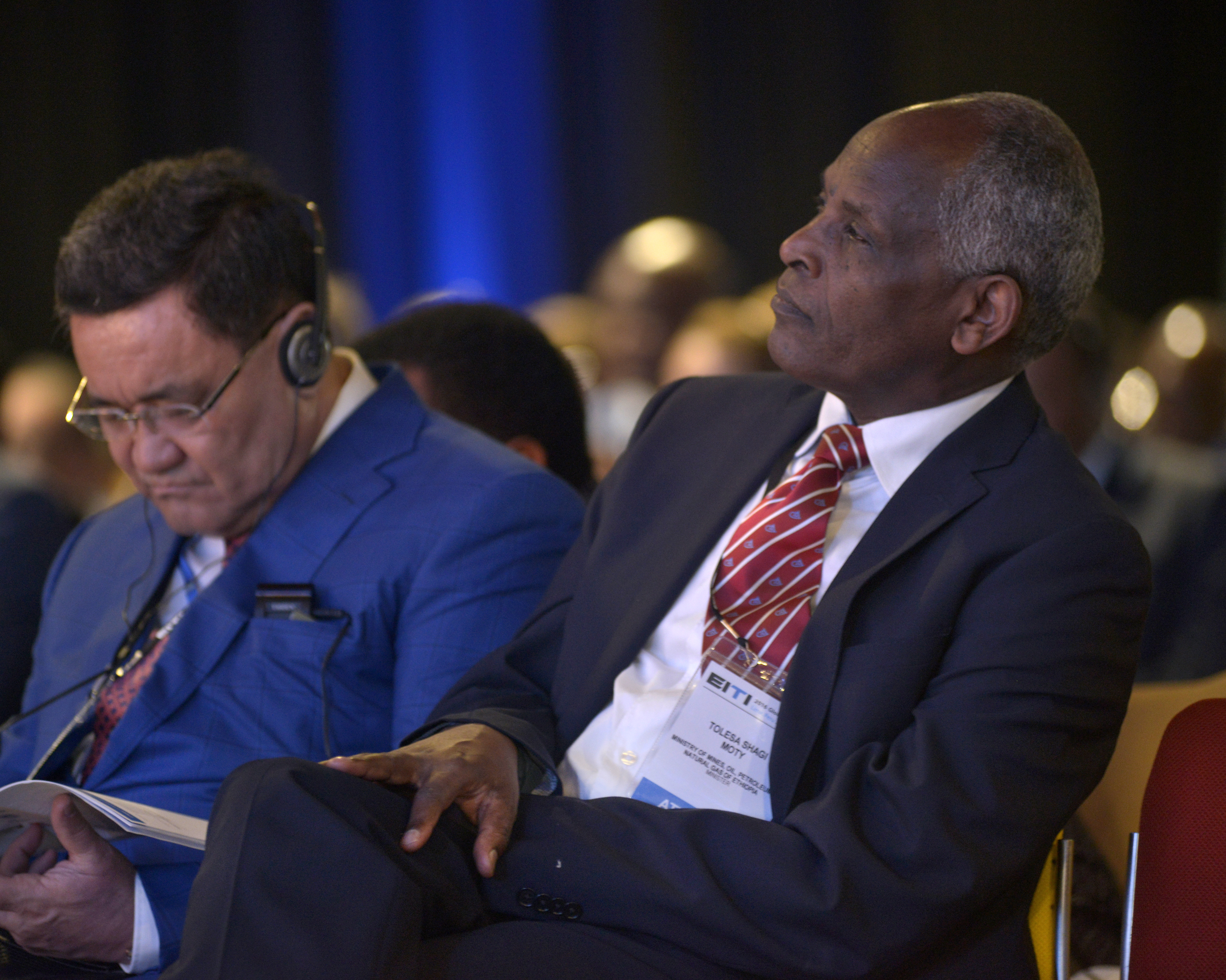
تولوسا شاجي موتي - 2016
تولوسا شاجي موتي ، وزير المناجم والنفط والنفط والغاز الطبيعي في إثيوبيا ، خلال المؤتمر العالمي السابع لمبادرة EITI في ليما ، بيرو.

مجلس الوزراء في حكومة إثيوبيا. وبموجب دستور إثيوبيا، فإن مجلس الوزراء هو الهيئة التنفيذية للبلاد.

## مجلس الوزراء الحالي
| الوزارة / الهيئة                          | الوزير          |
| ----------------------------------------- | --------------- |
| رئيس وزراء إثيوبيا                        | أبي أحمد        |
| نائب رئيس وزراء إثيوبيا                   | ديميكي ميكونين  |
| وزير خارجية إثيوبيا                       | جيدو أندارجاشيو |
| وزير السلام في إثيوبيا                    | موفرية كامل     |
| وزير الدفاع الوطني الإثيوبي               | ليما ميجيرسا    |
| المدعي العام لإثيوبيا                     | أدانيش أبيبي    |
| وزير الصحة في إثيوبيا                     | لييا تاديس      |
| وزارة الابتكار والتكنولوجيا في إثيوبيا    | جيتاهون موكريا  |
| وزير المالية الإثيوبي                     | أحمد شايد       |
| وزير النقل الإثيوبي                       | داغمايت موجس    |
| وزير التربية والتعليم في إثيوبيا          | تيلاي جيتي      |
| وزير التجارة والصناعة في إثيوبيا          | ميلاكو البيل    |
| وزير الزراعة الإثيوبي                     | عمر حسين        |
| وزير التنمية العمرانية والبناء في إثيوبيا | عائشة محمد موسى |
| وزير المناجم والبترول في إثيوبيا          | صموئيل هوركا    |
| وزير المياه والري والطاقة في إثيوبيا      | سيليشي بيكيلي   |
| وزير العلوم والتعليم العالي في إثيوبيا    | بيروت ولد مريم  |
| وزير العمل والشؤون الاجتماعية في إثيوبيا  | إرغوغي تسفياي   |
| وزيرة المرأة والطفل والشباب في إثيوبيا    | فيلسان عبدالله  |
| وزير الثقافة والسياحة في إثيوبيا          | بيروت كاسو      |
| وزير الإيرادات في إثيوبيا                 | لاقي أياليو     |
| مفوض التخطيط الوطني في إثيوبيا            | فيتسوم أسيفا    |